# Sports Car Services
Sports Car Services war ein britischer Hersteller von Automobilen.

## Unternehmensgeschichte
Stuart Titman gründete 1985 das Unternehmen in Peterborough in der Grafschaft Cambridgeshire. Er begann mit der Produktion von Automobilen und Kits. Der Markenname lautete Sports Car Services. 1987 endete die Produktion. Eine andere Quelle gibt den Produktionszeitraum mit 1986 bis 1988 an. Insgesamt entstanden etwa 15 Exemplare.

## Fahrzeuge
Der Roadster war eine Nachbildung des AC Cobra und gehörte zu den billigeren Angeboten dieser Art auf dem britischen Markt. Die Basis bildete ein Leiterrahmen. Lenkung und Radaufhängungen kamen vom Jaguar XJ. Darauf wurde eine offene Karosserie mit Platz für zwei Personen montiert. Verschiedene V8-Motoren von Rover und amerikanischen Herstellern sowie ein V12 von Jaguar Cars standen zur Wahl. Von diesem Modell entstanden zwischen 1986 und 1988 etwa zwölf Exemplare.
Der Mako hatte ein abgewandeltes Fahrgestell des ersten Modells. Sechszylindermotoren vom Jaguar XJ 6 trieben die Fahrzeuge an. Die Coupé-Karosserie ähnelte dem Chevrolet Corvette. Das Modell stand von 1986 bis 1988 im Sortiment und fand etwa drei Käufer.